# Giuliana
Giuliana – miejscowość i gmina we Włoszech, w regionie Sycylia, w prowincji Palermo.
Według danych na rok 2004 gminę zamieszkiwały 2303 osoby, 96 os./km².